# 單雄信

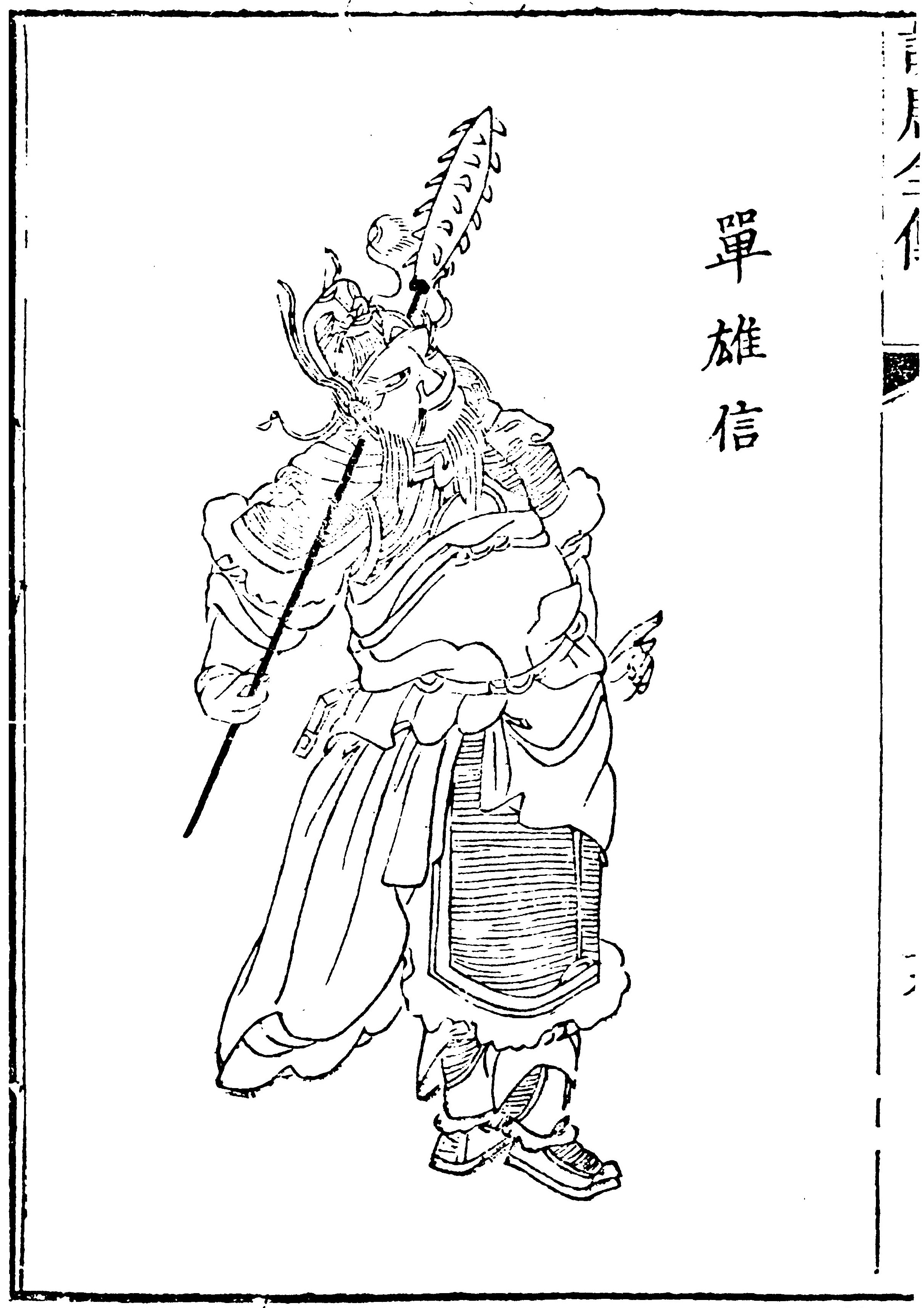
《說唐演義全傳》單雄信

單雄信（581年—621年6月5日），隋唐時期人，曹州济阴（今山东菏泽市曹县）人。戏曲、小说中隋唐十八好漢之一。

## 历史人物

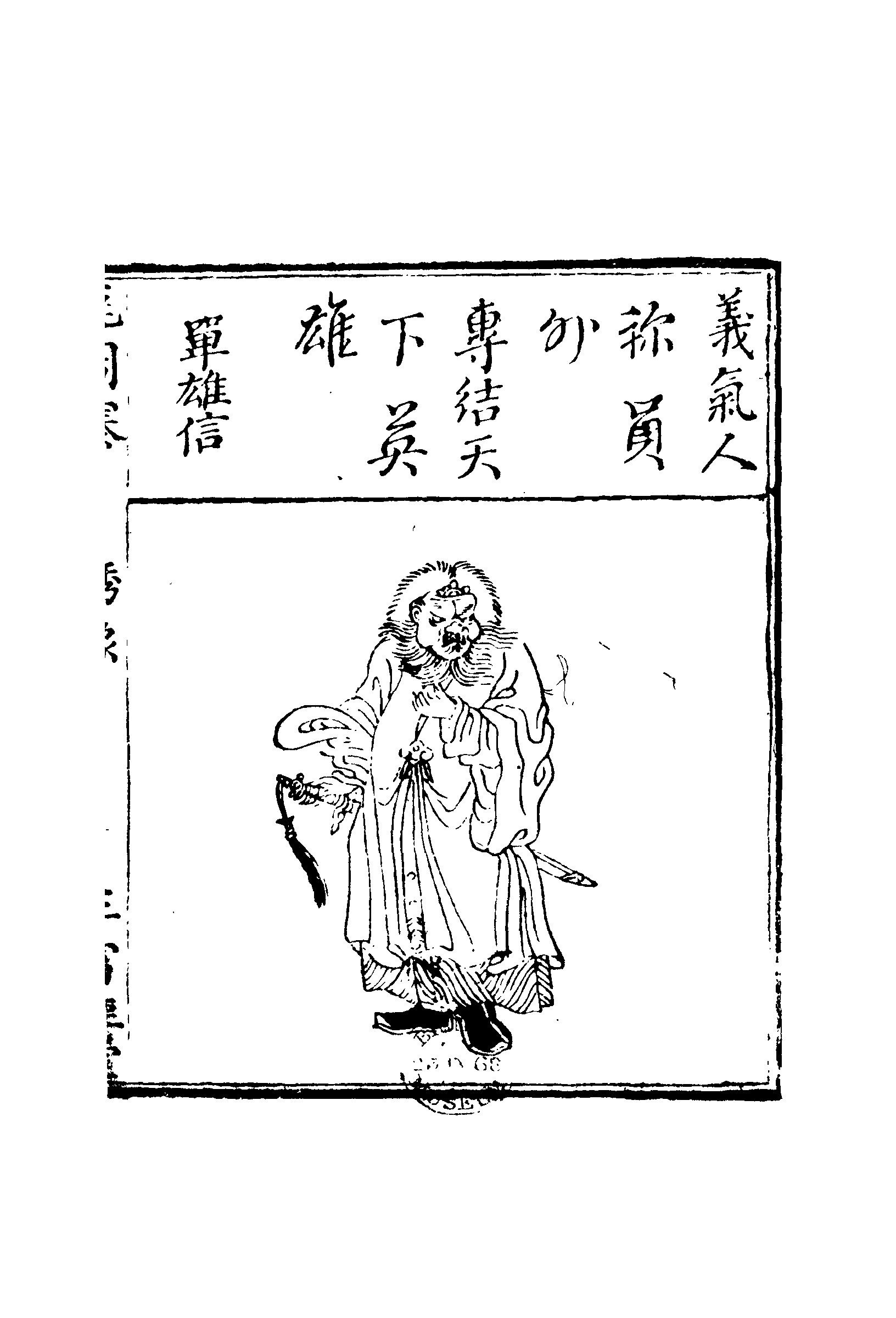
《繡像瓦崗寨演義傳》單雄信

据《旧唐书》卷53《李密传》里的单雄信附传，单雄信为曹州济阴人。隋煬帝大業七年（611年），東郡韋城縣人翟讓（？－617年）在瓦崗发动農民叛亂，單雄信與同郡人徐世勣等一同投奔。翟讓以賈雄為軍師，邴元真為書記，徐世勣、單雄信為領兵將校。他骁勇善战，尤其能够马上使枪，军中号称“飞将”。
大业十三年（617年）瓦崗軍發生內訌，十一月翟讓被李密用計殺死，单雄信成为李密部下。十四年（618年）瓦崗軍在河南偃師被洛阳的王世充打得大敗。無奈之下，單雄信投降王世充，被署为大将军。
唐武德四年（621年），秦王李世民率军东征王世充，围逼东都洛阳。两军在榆窠大战时，单雄信领军直奔向李世民的位置，冲击中手中钢枪要将李世民击杀时，被徐世勣呵止，尉迟敬德跃马大呼，前往救援，两人大战，单雄信被刺落马下，尉迟敬德护卫李世民冲出包围。后單雄信所部被唐軍圍困伏牛山，血戰三天三夜，見勝利無望，單驅馬跳崖未死，被俘押至洛陽，拒不投降，最後被斬於洛陽。明代曹州詩人楊清《詠單雄信墓》詩云：「飄泊殘魂土一丘，斷碑千古共松楸。寒烏啼落陵前月，疑訴當年汗馬愁。」《東京夢華錄》记载，單雄信墓在开封市。

## 小说人物
清代褚人获所著的《隋唐演义》中，单雄信名通，字雄信，是潞州二贤庄庄主，人称“赤髮灵官”单二爷，是九省五路绿林英雄都头领，他豪侠仗义、扶危济困、忠诚守信，结交帮助窘困卖马的秦琼，在贾家楼聚义中排名第五，并举义反隋，占据瓦岗山。因李渊曾误杀单雄信之兄，单雄信与李唐结下深仇，最后他力保洛阳，宁死不降唐，被李世民斩于洛阳渚上，时年41岁。而据《说唐》的描写，单雄信被素来与之不和的罗成亲手砍死，死后转世为高句丽大将渊盖苏文，以报前世之仇。

## 子孙
唐朝林宝的《元和姓纂》载：单雄信是東漢济阴太守单匡之后。生有一子单道真，为唐梁州司马，单道真生有三子：单思敬、单思礼、单思远。单思敬官任安东都护，有子单光业；单思远官任河南尹、岐州刺史，有子单有邻、单不先。
- 子：单道真，梁州司马
  - 孙：单思敬，安东都护府都护
    - 曾孙：单光业

  - 孙：单思礼
  - 孙：单思远，河南尹、岐州刺史
    - 曾孙：单有邻，宣德郎、行太子校书郎
    - 曾孙：单不先

## 戏曲人物
- 京剧《锁五龙》（又名《斩雄信》）
- 京剧《卖马》
- 相声《卖马》

## 影视形象
以年份排列
- 1986年-1987年《大運河》：李成昌饰演单雄信；
- 1996年《隋唐演义》：王文升饰演单雄信；
- 2004年《隋唐英雄传》：任山饰演单雄信；
- 2012年《隋唐英雄》：李炳雷饰演单雄信；
- 2013年《隋唐演义》：胡东饰演单雄信

## 延伸阅读
[在维基数据编辑]
 《新唐書/卷084》，出自《新唐書》
 在维基共享资源阅览影像